# Лядов, Мартын Николаевич
Марты́н Никола́евич Ля́дов (настоящая фамилия Мандельштам; партийные псевдонимы Русалка, Мартын, Григорий, Семенович, Саратовец, Лидин; 12 (24) августа 1872, Москва — 6 января 1947, Москва) — советский партийный деятель, историк, революционер.

## Биография
Родился в Москве в семье акушера-гинеколога Николая Мартыновича (Нохима Менделевича) Мандельштама (1826—1882), учёного-медика, основателя и директора фельдшерской и повивальной школ в Могилёве, и Веры Осиповны Иоффе. В 1881 году поступил во 2-ю Московскую гимназию. Из 3-го класса был исключён за то, что обругал инспектора. Был послан в Митаву к дяде, где учился в немецком реальном училище. В 1890 году поступил вольноопределяющимся в 114-й новоторжский полк, в августе 1891 года был уволен в запас младшим унтер-офицером и вернулся в Москву.
Начал революционную деятельность в 1891 году в московских народнических кружках. В 1893 году участвовал в создании Московского рабочего союза. В 1895 году организовал празднование 1 мая под Москвой в Вешняках. В июле 1895 года был арестован, два года был в тюрьме, а затем в 1897 году выслан на пять лет в Якутскую область. В ссылке в Верхоянске пробыл до февраля 1902 года.
После возвращения из ссылки жил в Саратове, где работал в статистическом бюро губернского земства и входил в состав Саратовского комитета РСДРП. В феврале 1903 года уехал за границу. Входил в берлинский кружок искровцев. Участник II съезда РСДРП, где был на стороне большевиков. Принял участие в большевистской конференции в Женеве, был избран членом Бюро Комитетов Большинства. В качестве такового поехал нелегально в Россию. 9-го января 1905 г. был в Петербурге.
Участвовал в подготовке III съезда РСДРП и был его делегатом, после чего объезжал заграничные и российские партийные организации с докладами о съезде.
В августе 1905 года Лядов был арестован в Баку, бежал из тюрьмы. Прибыл в Москву в октябре 1905, вошёл в Московский комитет. В декабре 1905 входил в состав исполнительного комитета МК по руководству вооружённым восстанием в Москве. В январе 1906 года, как агент ЦК, объезжал Урал и Сибирь. Делегат IV съезда РСДРП в Стокгольме, после съезда работал в Петербургском комитете. При начале Свеаборгского восстания был послан ЦК руководить им, но прибыл уже к моменту ликвидации восстания. Некоторое время работал в Финляндской военной организации, участвовал в Таммерфорской конференции военных и боевых организаций. Проводил избирательную кампанию во 2-ю Думу и на лондонский съезд в уральской организации, откуда и получил мандат на V съезд РСДРП в Лондоне.
В 1908—1909 годы работал в областной организации Центрально-Промышленного района. Был членом Московского Областного бюро вместе со Станиславом Вольским (Андрей Владимирович Соколов) и В. М. Шулятиковым, представлял этот район на Парижской конференции в январе 1909 г. Весной 1909 участвовал в организации партийной школы на Капри, вёл там занятия и вошёл в группу «Вперёд». Участвовал в организации школы в Болонье.
В 1911 году вернулся в Россию, легализовался и поступил на работу в Баку. Работал в Совете Съезда Нефтепромышленников, конторе братьев Нобель. Был секретарём редакции журнала «Нефтяное Дело».
После Февральской революции 1917 года — заместитель председателя Бакинского совета, редактор «Известий Бакинского совета»; примыкал к меньшевикам. После занятия Баку турецко-азербайджанскими войсками был арестован, сидел в тюрьме. Перед сдачей Баку англичанам и белым с последним эшелоном турецких войск был вывезен в Грузию. В 1918—1920 годах жил и работал в меньшевистской Грузии (Грузинской демократической республике).
После установления советской власти в Закавказье выехал в Москву. Был восстановлен в рядах большевистской партии. Работал в Главтопе, затем директором правления нефтяной промышленности.
В 1923—1929 годах — ректор Коммунистического университета имени Я. М. Свердлова. В 1929 заведующий Главнауки, в 1930 году заведующий архивом Октябрьской революции. Член научных советов Института Ленина и Истпарта. Делегат XII-XVI-го съездов РКП(б)/ВКП(б). В 1927—1930 годах — член Центральной ревизионной комиссии ВКП(б). Член Московского комитета ВКП(б) и Моссовета. Кандидат в члены ВЦИК и ЦИК СССР.
С 1932 года персональный пенсионер.
Лядову принадлежат первые в России работы по истории КПСС.
Скончался в Москве в 1947 году, урна с прахом захоронена в колумбарии Новодевичьего кладбища (старая территория, секция 67).

## Семья
- Брат — Алексей Николаевич Мандельштам (1881—?), врач. Его сын (племянник М. Н. Лядова) — Лев Алексеевич Мандельштам, профессор Саратовской сельскохозяйственной академии.
- Брат — Николай Николаевич Мандельштам (1879—1929), революционер и партийный деятель, заведующий орготделом Бауманского райкома РКП(б) Москвы (1922), заведующим отделом агитации и пропаганды Московского комитета ВКП(б) (1926—1928), один из организаторов Главэлектро.
- Брат — Андрей Николаевич Мандельштам (1869—1949), юрист, дипломат, специалист в области международного права.
- Сестра — Евгения Николаевна Мандельштам, врач, в годы Гражданской войны служила в белых войсках Северного фронта (до 25 августа 1919 года при штабе Главнокомандующего войсками Северной области), затем через Норвегию эмигрировала во Францию.
- Двоюродный брат — рижский врач-офтальмолог и учёный-медик Леопольд Эмильевич Мандельштам (нем. Leopold Mandelstamm, 1839—1913).

## Память
- В Нижнем Новгороде именем Лядова названа одна из центральных площадей, также с 1944 по 1990 его имя носила Большая Печёрская улица.

## Сочинения
- М. Н. Лядов  По поводу партийного кризиса : (Частное заявление). Paris : группа «Вперед», 1911.
- М. Н. Лядов История Российской социал-демократической рабочей партии : Ч. 1-2. Санкт-Петербург : кн-во Е. Д. Мягкова «Колокол», 1906.
- М. Н. Лядов. 25 лет Российской Коммунистической партии (большевиков). Исторический обзор развития и борьбы. — Бахмут, 1924. — 86 с.
- М. Н. Лядов. Как начала складываться РКП (большевиков) История с.-д.раб. партии. — М.: Издание коммун. ун-та. им. Я. Свердлова, 1924, 1925, 1926. — 434 с. — 15 000 экз.
- М. Н. Лядов. Из жизни партии накануне и в годы первой революции. М., 1926
- М. Н. Лядов. Из жизни партии в 1903—1907 годах (Воспоминания). — М.: Госполитиздат,, 1956. — 224 с.
- М. Н. Лядов Ленин и ленинизм. 1924
- М. Н. Лядов Первое мая : Международный пролетарский праздник. — М.-Л.: Госиздат, 1927.